# Eric T. Olson
Pour les articles homonymes, voir Olson.
Eric Thor Olson (né le 24 janvier 1952) est un militaire américain, admiral de l'United States Navy, qui a servi pour la dernière fois en tant que huitième commandant, du commandement des opérations spéciales (USSOCOM) du 2 juillet 2007 au 8 août 2011.

## Biographie
Il a auparavant été commandant adjoint du Commandement des opérations spéciales des États-Unis de 2003 à juillet 2007. Olson a été le premier Navy SEAL à être nommé au rang de drapeau trois étoiles et quatre étoiles, ainsi que le premier officier de marine à être le commandant combattant de l'USSOCOM. Il a pris le commandement du général d'armée Bryan D. Brown en 2007. Brown et Olson avaient servi ensemble au quartier général du SOCOM à Tampa pendant quatre ans. Il a pris sa retraite du service actif le 22 août 2011 après plus de 38 ans de service. Il a cédé le commandement du SOCOM à l'amiral William H. McRaven le même jour.
En mai 2022, sa capture durant la bataille de Marioupol (2022), dans les souterrains de l'usine d'Azovstal, a été démentie.